# Viento catabático

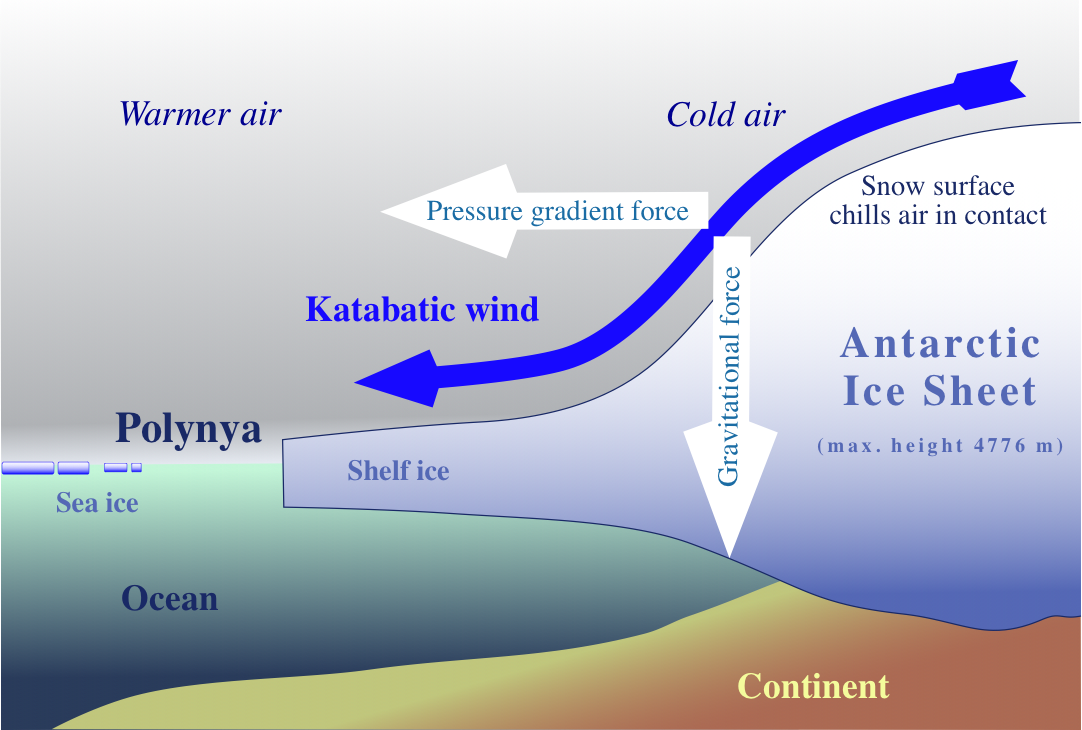
Viento catabático.

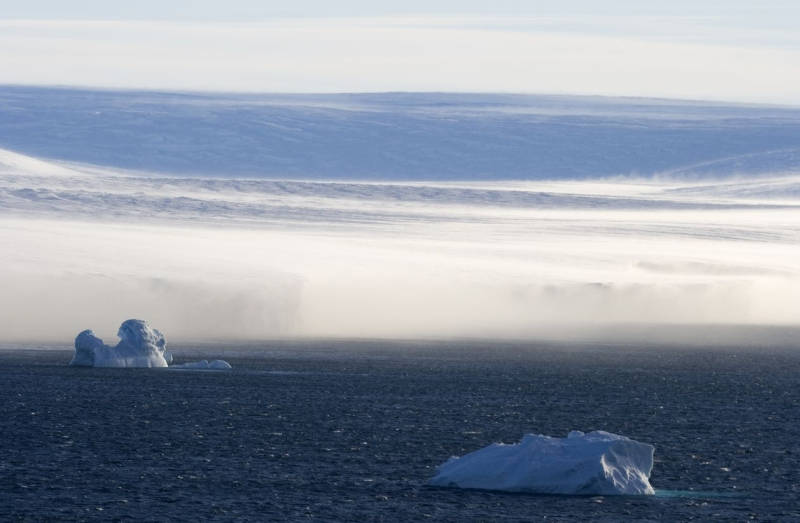
Viento catabático en la Antártida.

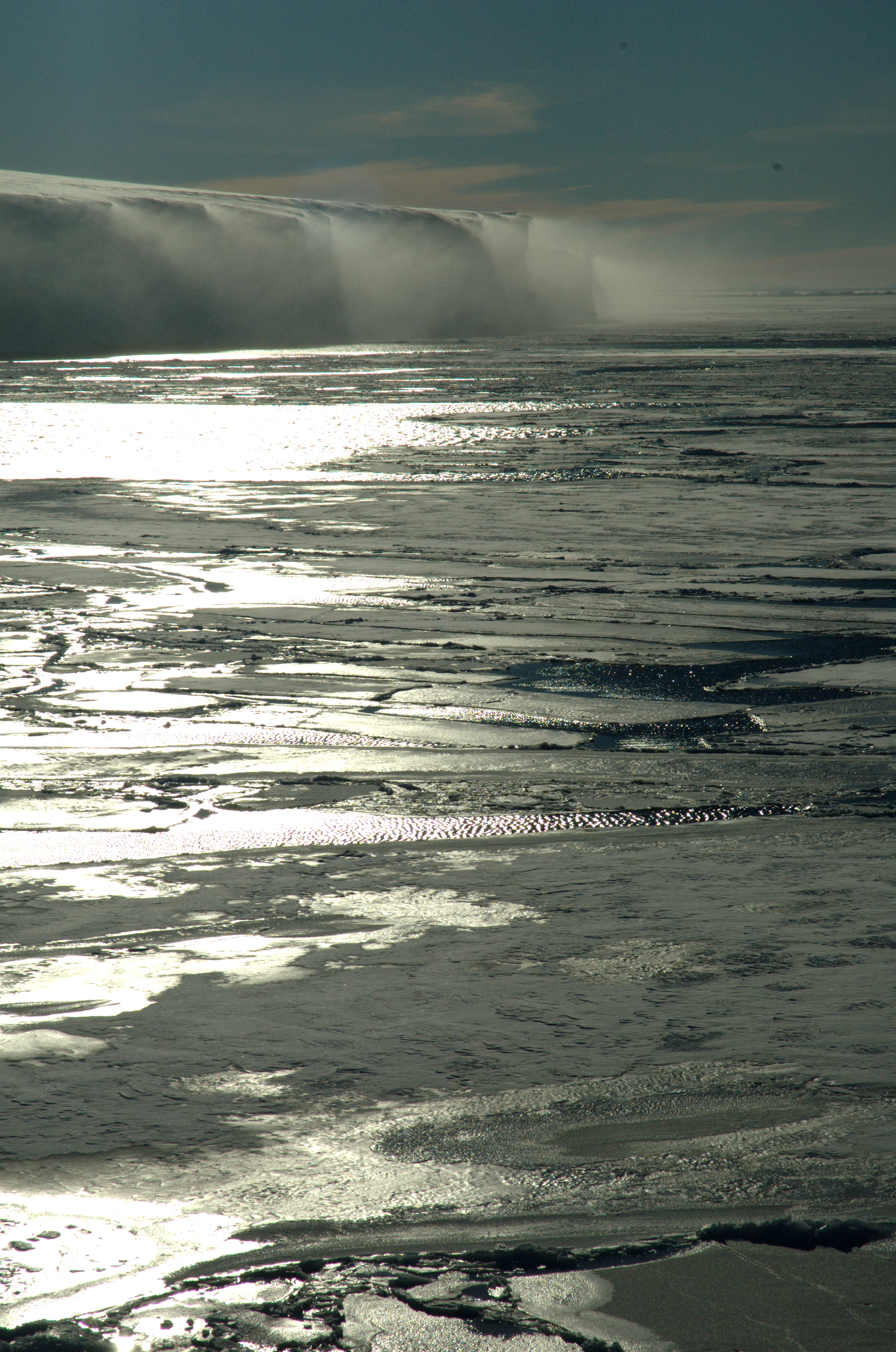
Viento catabático en las costas del mar de Bellingshausen.

Un viento catabático (del griego κατὰ, «abajo», y βαίνω, «ir») es un viento que cae en picada desde una zona elevada de la atmósfera hacia una zona más baja, llevando aire con una mayor densidad que el que reemplaza. Estos vientos, particularmente cuando afectan a grandes regiones, se llaman vientos de otoño. Pueden soplar a más de 100 km/h.
Existen vientos catabáticos calientes (Foehn, Chinook, vientos de Santa Ana, viento Berg o viento del Diablo, Zonda, Terral, Puelche, Raco) y vientos catabáticos fríos (Mistral en el mar Mediterráneo, el viento Bora (o Bura) en el mar Adriático y Oroshi en Japón).
El viento catabático frío se origina por enfriamiento radiativo o por movimientos verticales en el punto más alto de una montaña o glaciar. Como la densidad del aire se incrementa con el descenso de la temperatura, el aire fluye hacia abajo, produciéndose un calentamiento por compresión en el descenso (proceso adiabático), aunque sigue permaneciendo relativamente frío.
Los vientos catabáticos fríos se producen a primeras horas de la noche, cuando la radiación solar cesa y el suelo se enfría por emisión de radiación infrarroja. El aire frío de una borrasca puede contribuir al efecto.
Sobre la Antártida y en Groenlandia, inmensos vientos catabáticos fríos soplan casi todo el año. Se trata de los vientos de indlandsis, como señala Pierre George en su Diccionario de geografía.
Los vientos catabáticos calientes se originan al atravesar una masa de aire un obstáculo geográfico, como una cordillera. Se produce, en ese caso, una serie de procesos dinámicos y adiabáticos que provocan aumentos en la velocidad, la temperatura y la sequedad del aire a sotavento del obstáculo. Estos procesos tienen su culminación en el denominado efecto foehn, que se produce cuando parte del vapor de agua que contiene el aire se condensa a barlovento del obstáculo.
El viento que, al contrario que el catabático, asciende se denomina viento anabático.